# خانه امامی (دوصفه)
خانه امامی (دوصفه) مربوط به دوره صفوی است و در میبد، شمال شرق نارین قلعه، محله کوچک واقع شده و این اثر در تاریخ ۱۶ شهریور ۱۳۸۳ با شمارهٔ ثبت ۱۱۰۹۱ به‌عنوان یکی از آثار ملی ایران به ثبت رسیده است.